# Norbert Lallié
 (mars 2019).
Si vous disposez d'ouvrages ou d'articles de référence ou si vous connaissez des sites web de qualité traitant du thème abordé ici, merci de compléter l'article en donnant les références utiles à sa vérifiabilité et en les liant à la section « Notes et références ».
Norbert Lallié (né le 13 juillet 1860 à Nantes, où il est mort le 27 mars 1948) est un homme de lettres français.

## Biographie
Norbert Lallié est le fils d'Alfred Lallié et épouse la sœur de Louis Félix Ollivier.
Il collabore notamment au Correspondant, aux Contemporains et à La Nature.

## Œuvres
- Choses de Russie (1896 - Prix Montyon)
- La guerre au commerce allemand (1918 - Prix Fabien)